# Grande Ourse : La Clé des possibles
Pour plus de détails, voir Fiche technique et Distribution.
Grande Ourse : La Clé des possibles est un film québécois réalisé par Patrice Sauvé et sorti au printemps 2009. Il est le prolongement des séries télévisées Grande Ourse et L'Héritière de Grande Ourse diffusées à Radio-Canada. Le scénario a été rédigé par Frédéric Ouellet, qui est également l'auteur de la série.

## Fiche technique
- Titre : Grande Ourse : La Clé des possibles
- Réalisation : Patrice Sauvé
- Scénario : Frédéric Ouellet
- Décors : Jean Babin
- Montage : Michel Grou
- Musique : Normand Corbeil
- Producteurs : Raymond Gauthier, André Monette
- Société de production : Point de mire
- Distribution : Alliance Vivafilm
- Pays de production : Canada (Québec)
- Langue : français
- Genre : Suspense fantastique
- Durée : 104 min.
- Année de sortie : 2009

## Distribution
- Marc Messier
- Fanny Mallette
- Normand Daneau
- Maude Guérin